# محمد قادری
محمد قادری (زادهٔ ۲۷ فوریهٔ ۲۰۰۰ در بندرعباس) بازیکن فوتبال اهل ایران است که در پست هافبک بازی می‌کند. 